# ДОС (Утрехт)
ДОС (нід. VV DOS) — колишній футбольний клуб із міста Утрехт, Нідерланди, заснований 1901, розформований 2004 року. Клуб виграв національний чемпіонат 1958 року.

## Історія
Клуб був заснований 1901 року і був одним із співзасновників першого професіонального чемпіонату Нідерландів Ередивізі в 1956 році.
1968 року клубу, який очолював Йозеф Грубер, вдалось виграти чемпіонат, що дозволило команді зіграти в Кубку європейських чемпіонів 1958/59, де команда вилетіла вже в першому раунді від португальського «Спортінга». В подальші роки команда була середняком чемпіонату країни, неодноразово кваліфікуючись на Кубок ярмарків, востаннє в сезоні 1968/69.

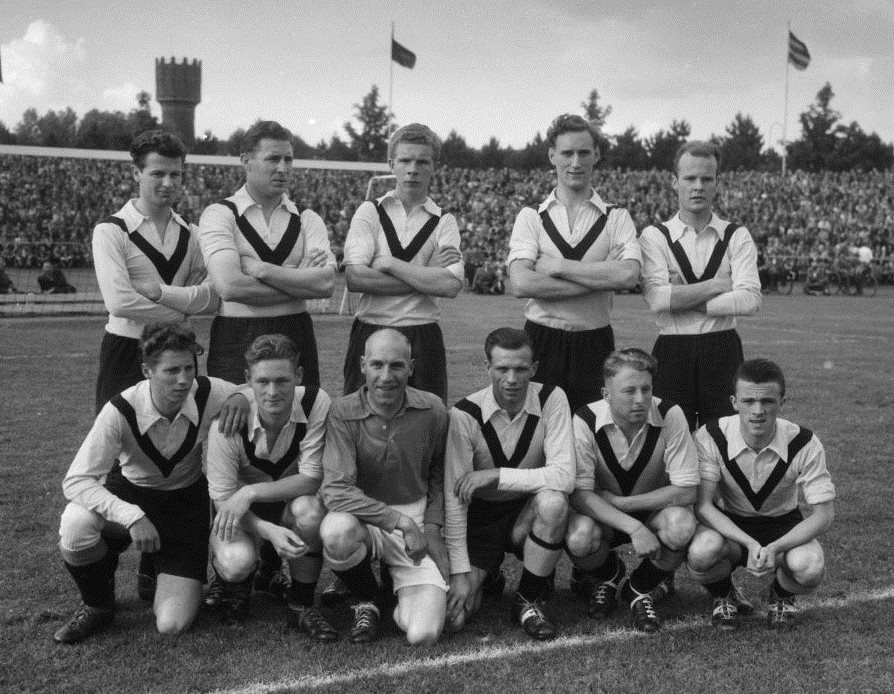
Команда в 1954 році

А вже в 1970 році, об'єднавшись із двома іншими командами міста «Елінвейк» и «Велокс» була створена єдина міська команда «Утрехт».
Втім молодіжна футбольна команда ДОС продовжила існувати, граючи в аматорських лігах. Зокрема у команді почав займатись футболом майбутній віце-чемпіон світу 2010 року Веслі Снейдер.
2004 року клуб остаточно припинив існування, об'єднавшись із аматорською командою «Голланд» (нід. USV Holland).

## Досягнення
- Ередивізі
  - Чемпіон: 1958

## Виступи в Єврокубках
| Сезон   | Турнір                       | Раунд | Клуб                 | Рахунок  |
| ------- | ---------------------------- | ----- | -------------------- | -------- |
| 1958/59 | Кубок європейських чемпіонів | 1/16  | Спортінг (Лісабон)   | 3-4, 1-2 |
| 1963/64 | Кубок ярмарків               | 1Р    | Шеффілд Венсдей      | 1-4, 1-4 |
| 1964/65 | Кубок ярмарків               | 1Р    | КБ (Копенгаген)      | 4-3, 2-1 |
|         |                              | 2Р    | Льєж                 | 0-2, 0-2 |
| 1965/66 | Кубок ярмарків               | 1Р    | Барселона            | 0-0, 1-7 |
| 1966/67 | Кубок ярмарків               | 1Р    | Базель               | 2-1, 2-2 |
|         |                              | 2Р    | Вест-Бромвіч Альбіон | 1-1, 2-5 |
| 1967/68 | Кубок ярмарків               | 1Р    | Реал Сарагоса        | 3-2, 1-3 |
| 1968/69 | Кубок ярмарків               | 1Р    | Дандолк              | 1-1, 1-2 |